# Dáctilo (satélite asteroidal)
(243) Ida I Dáctilo ( /ˈdæktɪl/ DAK -til ) es una pequeña luna asteroidal (1 milla o 1,6 km de diámetro) que orbita el asteroide 243 Ida .  Fue fotografiada por la nave espacial Galileo el 28 de agosto de 1993. Dáctilo fue descubierta mientras examinaba las descargas retrasadas de imágenes de Galileo el 17 de febrero de 1994. Fue designada provisionalmente S/1993 (243) 1.  El satélite lleva el nombre de las criaturas míticas llamadas dáctilos, que, según la mitología griega, vivían en el monte Ida. 

## Órbita

Diagrama de órbitas potenciales de Dáctilo alrededor de Ida.

La órbita de Dáctilo alrededor de Ida no se conoce con precisión. Galileo estaba en el plano de la órbita de Dáctilo cuando se tomaron la mayoría de las imágenes, lo que dificultó la determinación de su órbita exacta.  Dáctilo orbita en dirección prógrado  y está inclinado unos 8° con respecto al ecuador de Ida.  Según simulaciones por computadora, el pericentro de Dáctilo debe de estar a más de aproximadamente 65 km (40,4 mi) de Ida para que permanezca en una órbita estable.  El rango de órbitas generadas por las simulaciones se redujo por la necesidad de que las órbitas pasaran por puntos en los que Galileo observó que Dáctilo estaba a las 16:52:05 UT del 28 de agosto de 1993, aproximadamente 90 km (55,9 mi) desde Ida a 85° de longitud.   El 26 de abril de 1994, el Telescopio Espacial Hubble observó a Ida durante ocho horas y no pudo detectar a Dáctilo. Se habría podido observar si fueran más de unos 700 km (435 mi) de Ida. 
Si estuviera en una órbita circular a la distancia a la que fue visto, el período orbital de Dáctilo sería de unas 20 horas.  Su velocidad orbital es de aproximadamente 10 m/s (32,8 pies/s), "similar a la velocidad de una carrera rápida o de una pelota de béisbol lanzada lentamente". 